# Chesterfield Pictures
Chesterfield Motion Picture Corporation, generalment coneguda com Chesterfield Pictures, va ser una productora cinematogràfica estatunidenca dels anys 1920 i 1930. El cap de l'empresa era George R. Batcheller, i l'empresa treballava conjuntament amb el seu estudi germà, Invincible Pictures Corporation, que estava dirigit per Maury Cohen. La productora mai va tenir el seu propi estudi i va llogar espai en altres estudis, principalment Universal Pictures i RKO.
El mercat de Batcheller eren els teatres de barri que no formaven part de les cadenes de teatres dels grans estudis. Aquestes cases més petites normalment mostraven pel·lícules de segona o tercera tirada, sense poder permetre's el luxe de mostrar els llargmetratges més nous i més cars. Batcheller va donar servei a aquests teatres més petits amb pel·lícules més petites: produccions de baix pressupost que costaven molt menys als propietaris de teatres que les atraccions de grans estudis. Aquesta va ser una política ambiciosa en els dies anteriors a les dobles projeccions i a les pel·lícules de sèrie "B", quan les pel·lícules individuals eren presentades com a principal atracció a les sales de cinema. Tenint en compte les limitacions pressupostàries de Chesterfield, Batcheller no es podia permetre el luxe de pagar els alts sous que tenien pels intèrprets dels grans estudis, i confiava en un talent "no" menys car (antigues estrelles del cinema mut o actors destacats que acabaven de començar). També va confiar en un petit equip de directors: Frank R. Strayer, Richard Thorpe, Phil Rosen i Charles Lamont.
Chesterfield va ser un dels nombrosos estudis de Poverty Row assumits per Herbert J. Yates el 1935 i es va fusionar amb la seva recentment formada Republic Pictures, en un intent de crear un estudi amb prou força i atractiu per competir amb els estudis més importants. Repúblic va aconseguir aquest objectiu i va durar més de 20 anys.
George Batcheller va morir el 1938. El 1941 el seu fill, George R. Batcheller, Jr., es va convertir en cap de l'estudi de la PRC i va utilitzar l'estratègia de Chesterfield del seu pare allà.